# Природно-заповідний фонд Тернопільської області

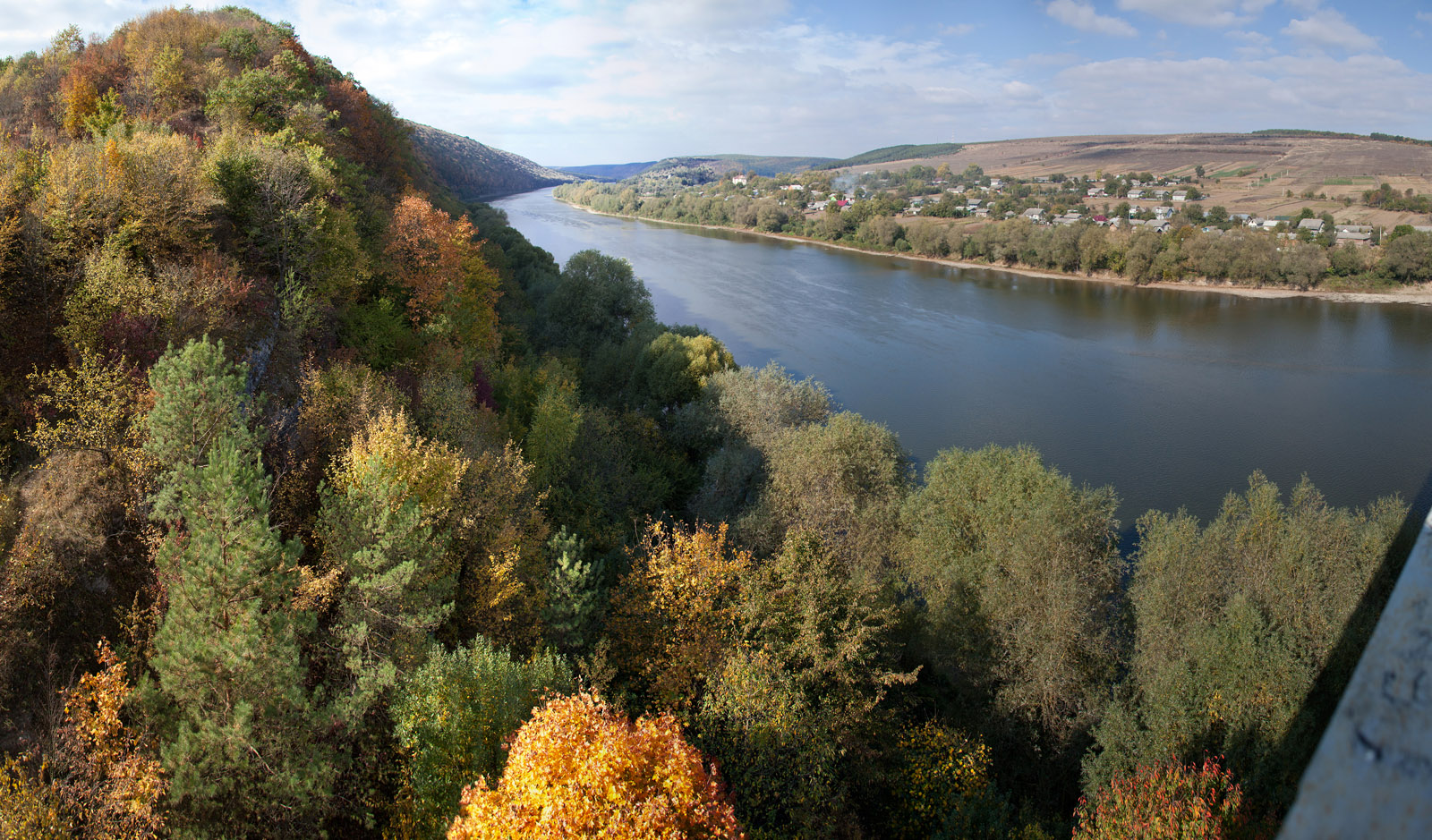
Національний природний парк «Дністровський каньйон»

Природно-заповідний фонд Тернопільської області представлений практично всіма категоріями територій та об'єктів, крім біосферних заповідників.

## Статистика
Станом на 1 січня 2017 року природно-заповідний фонд Тернопільської області має у своєму складі 634 одиниці території та об'єктів. Фактична площа природно-заповідного фонду області (без урахування площі тих об'єктів, що входять до складу територій інших заповідних об'єктів) — 1231177,3267 гектарів, що становить 8,91 % території області.

## ПЗФ за містами та районами
Станом на 1 січня 2017 року.

### Міста обласного підпорядкування

#### Бережанська міська рада
У віданні Бережанської міської ради є 9 територій та об'єктів природно-заповідного фонду загальною площею 91,19 га:
- 2 заказники місцевого значення загальною площею 65,0 га, в тому числі:
  - 1 ботанічний заказник загальною площею 5,0 га,
  - 1 орнітологічний заказник площею 60,0 га,
- 5 пам'яток природи місцевого значення загальною площею 1,19 га, в тому числі:
  - 1 геологічна пам'ятка природи загальною площею 0,10 га,
  - 1 гідрологічна пам'ятка природи загальною площею 1,0 га,
  - 3 вікових дерева загальною площею 0,09 га,
- 1 дендрологічний парк місцевого значення площею 5,0 га,
- 1 парк-пам'ятка садово-паркового мистецтва загальнодержавного значення площею 20,0 га.

Входить до складу територій ПЗФ інших категорій 3 об'єкти загальною площею 0,09 га, а саме:
- ботанічні пам'ятки природи Дуб Богдана Хмельницького, Дуб «Велетень» і Дуб «Богатир» входять до складу Раївського парку.

Фактично на території Бережанської міської ради є 9 територій та об'єктів ПЗФ загальною площею 91,10 га, що становить 1,86 % території міської ради.

#### Кременецька міська рада
У віданні Кременецької міської ради є 10 територій та об'єктів природно-заповідного фонду загальною площею 286,14 га, що становить 15,15 % території міської ради:
- 1 національний природний парк площею 84,0 га,
- 1 ботанічний сад загальнодержавного значення загальною площею 200,0 га,
- 8 пам'яток природи місцевого значення загальною площею 2,14 га, в тому числі:
  - 1 геологічна пам'ятка природи стратиграфічного профілю загальною площею 0,25 га,
  - 1 геологічна пам'ятка природи мінералого-петрографічного профілю загальною площею 0,10 га,
  - 1 гідрологічна пам'ятка природи площею 0,25 га,
  - 5 ботанічних пам'яток природи загальною площею 1,54 га.

#### Тернопільська міська рада
У віданні Тернопільської міської ради є 12 територій та об'єктів природно-заповідного фонду загальною площею 725,35 га, що становить 12,39 % території міської ради:
- 1 регіональний ландшафтний парк площею 630,0 га,
- 1 ботанічний заказник місцевого значення площею 87,0 га,
- 2 гідрологічні пам'ятки природи місцевого значення загальною площею 0,11 га,
- 4 ботанічні пам'ятки природи місцевого значення загальною площею 0,07 га,
- 4 парки-пам'ятки садово-паркового мистецтва місцевого значення загальною площею 8,17 га.

#### Чортківська міська рада
У віданні Чортківської міської ради є 9 територій та об'єктів природно-заповідного фонду загальною площею 20,57 га:
- 1 комплексна пам'ятка природи місцевого значення загальною площею 20,0 га,
- 1 геологічна пам'ятка природи місцевого значення загальною площею 0,10 га,
- 7 ботанічних пам'яток природи місцевого значення загальною площею 0,47 га.

До складу територій ПЗФ інших категорій входить 1 об'єкт загальною площею 0,10 га:
- Відслонення девону входить до складу «Урочища „Вавринів“».

Фактично на території Чортківської міської ради є 9 територій та об'єктів ПЗФ загальною площею 20,47 га, що становить 1,84 % території міської ради.

### Райони

#### Бережанський район
На території Бережанського району є 41 територія та об'єкт природно-заповідного фонду загальною площею 3675,36 га:
- 2 заказника загальнодержавного значення площею 102,0 га,
- 1 пам'ятка природи загальнодержавного значення площею 0,20 га,
- 13 заказників місцевого значення загальною площею 3469,2 га, в тому числі:
  - 3 загальнозоологічних заказника загальною площею 3304,0 га,
  - 10 ботанічних заказників загальною площею 165,2 га, в тому чсилі:
    - 5 заказників ботанічного профілю загальною площею 49,0 га,
    - 5 заказників ботаніко-ентомологічного профілю загальною площею 116,2 га,
- 27 пам'яток природи місцевого значення загальною площею 157,06 га,
  - 2 геологічні пам'ятки природи загальною площею 0,70 га,
  - 10 гідрологічних пам'яток природи загальною площею 15,9 га,
  - 14 ботанічних пам'ятки природи загальною площею 87,36 га,
    - 6 лісових генетичних резерватів загальною площею 53,1 га,
    - 3 плюсові дерева загальною площею 0,03 га,
    - 1 вікове дерево загальною площею 0,03 га,
    - 2 резервати лісової трав'янистої флори площею 2,7 га,
    - 4 резервати лучної та степової рослинності загальною площею 31,5 га.

3 об'єкти загальною площею 56,91 га входять до складу територій ПЗФ інших категорій:
- ботанічні заказники місцевого значення «Шибалинський» та «Комарівський» входять до складу заказника «Звіринець»;
- пам'ятка природи місцевого значення «Бук лісовий (1 дерево)» входять до складу «Нараївської бучини».

Фактично в Бережанському районі 42 території та об'єкти природно-заповідного фонду загальною площею 3618,45 га, що становить 5,82 % території району.

#### Борщівський‎ район
На території Борщівського району є 92 території та об'єкти природно-заповідного фонду загальною площею 213342,75 га, що становить 19,54 % території району:

#### Бучацький‎ район
На території Бучацького району є 42 території та об'єкти природно-заповідного фонду загальною площею 12720,87 га, що становить 11,67 % території району:

#### Гусятинський‎ район
На території Гусятинського району є 27 територій та об'єктів природно-заповідного фонду загальною площею 14443,5508 га, що становить 14,21 % території району:

#### Заліщицький‎ район
На території Заліщицького району є 63 території та об'єкти природно-заповідного фонду загальною площею 22656,34 га, що становить 26,82 % території району:

#### Збаразький‎ район
На території Збаразького району є 35 територій та об'єктів природно-заповідного фонду загальною площею 4519,5650 га, що становить 5,18 % території району:

#### Зборівський‎ район
На території Зборівського району є 29 територій та об'єктів природно-заповідного фонду загальною площею 4584,82 га, що становить 4,69 % території району:

#### Козівський‎ район
На території Козівського району є 17 територій та об'єктів природно-заповідного фонду загальною площею 1461,57 га, що становить 2,11 % території району:

#### Кременецький‎ район
На території Кременецького району є 30 територій та об'єктів природно-заповідного фонду загальною площею 9501,2799 га, що становить  9,86 % території району:

#### Лановецький‎ район
На території Лановецького району є 20 територій та об'єктів природно-заповідного фонду загальною площею 2986,64 га, що становить 4,72 % території району:

#### Монастириський‎ район
На території Монастириського району є 30 територій та об'єктів природно-заповідного фонду загальною площею 8670,36 га, що становить 14,83 % території району:

#### Підволочиський‎ район
На території Підволочиського району є 25 територій та об'єктів природно-заповідного фонду загальною площею 3599,3192 га, що становить 4,23 % території району:

#### Підгаєцький‎ район
На території Підгаєцького району є 18 територій та об'єктів природно-заповідного фонду загальною площею 1324,95 га, що становить 2,69 % території району:

#### Теребовлянський‎ район
На території Теребовлянського району є 33 територій та об'єктів природно-заповідного фонду загальною площею 904,7418 га, що становить 1,21 % території району:

#### Тернопільський‎ район
На території Тернопільського району є 34 території та об'єкти природно-заповідного фонду загальною площею 933,5560 га, що становить 1,25 % території району:

#### Чортківський‎ район
На території Чортківського району є 33 територій та об'єктів природно-заповідного фонду загальною площею 5290,26 га, що становить 5,93 % території району:

#### Шумський‎ район
На території Шумського району є 37 територій та об'єктів природно-заповідного фонду загальною площею 11924,06 га, що становить 13,22 % території району:

## Джерело
- Перелік об'єктів природно-заповідного фонду України [Архівовано 8 травня 2014 у Wayback Machine.]